# Petrus Blomevenna
Petrus Blomevenna (anche noto coi nomi di Pieter Blomeveen, Pierre de Leyde, Petrus Leydensis, Petrus Blomevenna, Petrus Blomenvenna; Lleida, 29 marzo 1466 – Colonia, 3 settembre 1536) è stato un teologo, scrittore e monaco cristiano tedesco appartenente all'Ordine certosino.

## Biografia
A causa dell'avarizia dei suoi genitori, che provenivano da una famiglia benestante, trascorse i suoi primi anni in povertà e difficoltà. 
Studiò all'università di Colonia dal 1483, poi entrò nei certosini nel 1489, dove emise la professione solenne il 7 marzo 1490.
All'età di quarant'anni venne eletto priore della certosa di Colonia, incarico che mantenne fino alla morte. In questi tempi travagliati, egli diede risalto a un misticismo più personale e alle esigenze del governo del suo ordine. La certosa divenne rapidamente un centro intellettuale e mistico dell'epoca. Scrisse trattati, alcuni dei quali polemici (ad esempio contro gli anabattisti, che avevano "colonizzato" Münster nel febbraio 1534).
Nel suo Enchiridion sacerdotum (1532) chiarisce il mistero dell'eucaristia. Il suo De Bonitate divina ispirò molti predicatori. Nel 1509 pubblicò Lo specchio della perfezione del francescano fiammingo Hendrik Herp (1410-1477) e tradusse in latino anche il suo trattato Directorium Aureum Contemplativorum, che arricchì di note esplicative. 
Curò molti testi di Dionigi il Certosino e si oppose al nascente protestantesimo nell'Assertio Purgatorii del 1534, sul purgatorio e gli anabattisti, nel De Auctoriate Ecclesiae del 1535 sull'autorità magisteriale della Chiesa, nel De Vario Modo adorandi Deum, Sanctos et eorum Imagines del 1535, sulle immagini e il culto di Dio nella bellezza, o nella Candela Evangelica pubblicata nel 1536.
Sotto il suo priorato, dal 1506 al 1507, la Certosa di Colonia fu in parte liberata dalla tutela della città di Colonia e del suo principe arcivescovo e divenne un centro di pensiero mistico, della Devotio moderna. Approfittando dei progressi della stampa, diffuse, oltre agli scritti di Herp, quelli di Taulero (che Lutero tuttavia rivendicò come suoi seguaci), di Enrico Suso, di Lanspergio (discepolo di Blomevenna) e di Giovanni di Ruysbroek, l'Imitazione di Cristo e soprattutto le opere di Dionigi il Certosino (1424-1471), definito «dottore estatico». Fece pubblicare, ad esempio, D. Dionysii Carthusiani Contra Alchoranum et sectam Machometicam libri quinque contro la "setta maomettana" con un'introduzione da lui composta. Sotto il suo priorato, il monastero certosino di Colonia prosperò raggiungendo tra i 16 e 25 monaci professi e tra 16 e 17 fratelli laici.
Nel 1520-1530, Pierre fece costruire un ampliamento all'esterno del recinto spirituale per accogliere i visitatori che desideravano seguire la direzione spirituale dei certosini. La certosa di Colonia diede consigli ai primi gesuiti (Pietro Favre e Pietro Canisio). Gli scritti di Pierre Blomevenna furono stampati nel 1538 da Dietrich Loher.

## Opere
- Sermo de sancto Brunone (1516)
- Vita sancti Brunonis (1516)
- De bonitate divina
- Modus legendi Rosarium B. Mariæ Virginis (pubblicato in appendice al Directorium aureum contemplativorum di Herp, nel 1509, 1510 e 1513), a proposito del rosario certosino.
- Enchiridion sacerdotum in quo quae ad divinissimam Eucharistiam et sacratissimae Missae officium attinent (1532)
- D. Dionysii Carthusiani, de his quae secundas Sacras Scripturas et orthodoxorum patrum sententias... catholice credantur... [cum epistolae noncupatoriis P. Blomevennae et T. Loer a Stratis] (1535)